# Chavanac
Chavanac – miejscowość i gmina we Francji, w regionie Nowa Akwitania, w departamencie Corrèze.
Według danych na rok 1990 gminę zamieszkiwały 34 osoby, a gęstość zaludnienia wynosiła 3 osoby/km² (wśród 747 gmin Limousin Chavanac plasuje się na 544. miejscu pod względem liczby ludności, natomiast pod względem powierzchni na miejscu 528.).

## Populacja

Populacja Chavanac w latach 1962–2008